# كريستيان دي سيكا
كريستيان دي سيكا (بالإيطالية: Christian De Sica)‏ (و. 1951  م) هو مخرج أفلام، وممثل هزلي، وكاتب سيناريو، ومغني إيطالي، ولد في روما.

## جوائز
حصل على جوائز منها:
- David di Donatello for Best New Director [الإنجليزية]‏، عن عمل: Faccione [الإنجليزية]‏
- الحزام الفضي لأفضل ممثل [الإنجليزية]‏، عن عمل: The Youngest Son [الإنجليزية]‏.

## وصلات خارجية
- كريستيان دي سيكا على موقع IMDb (الإنجليزية)
- كريستيان دي سيكا على موقع ميتاكريتيك (الإنجليزية)
- كريستيان دي سيكا على موقع روتن توميتوز (الإنجليزية)
- كريستيان دي سيكا على موقع ألو سيني (الفرنسية)
- كريستيان دي سيكا على موقع ميوزك برينز (الإنجليزية)
- كريستيان دي سيكا على موقع أول موفي (الإنجليزية)
- كريستيان دي سيكا على موقع قاعدة بيانات الأفلام السويدية (السويدية)
- كريستيان دي سيكا على موقع ديسكوغز (الإنجليزية)
- كريستيان دي سيكا على موقع قاعدة بيانات الفيلم (الإنجليزية)
- كريستيان دي سيكا على موقع كينوبويسك (الروسية)